# Casa Cabot
La casa Cabot es un edificio señorial de estilo modernista de principios del siglo XX situado en la ciudad española de Albacete.

## Historia
El edificio fue construido entre 1922 y 1924 en la emblemática calle Ancha de la capital albaceteña, obra del arquitecto Miguel Ortiz e Iribas por encargo de José Cabot Jubany, antiguo alcalde de la ciudad.
El 5 de febrero de 2019 el inmueble fue declarado Bien de Interés Patrimonial, con la categoría de «Construcción de Interés Patrimonial», en una resolución publicada el día 20 de ese mismo mes en el Diario Oficial de Castilla-La Mancha.

## Características

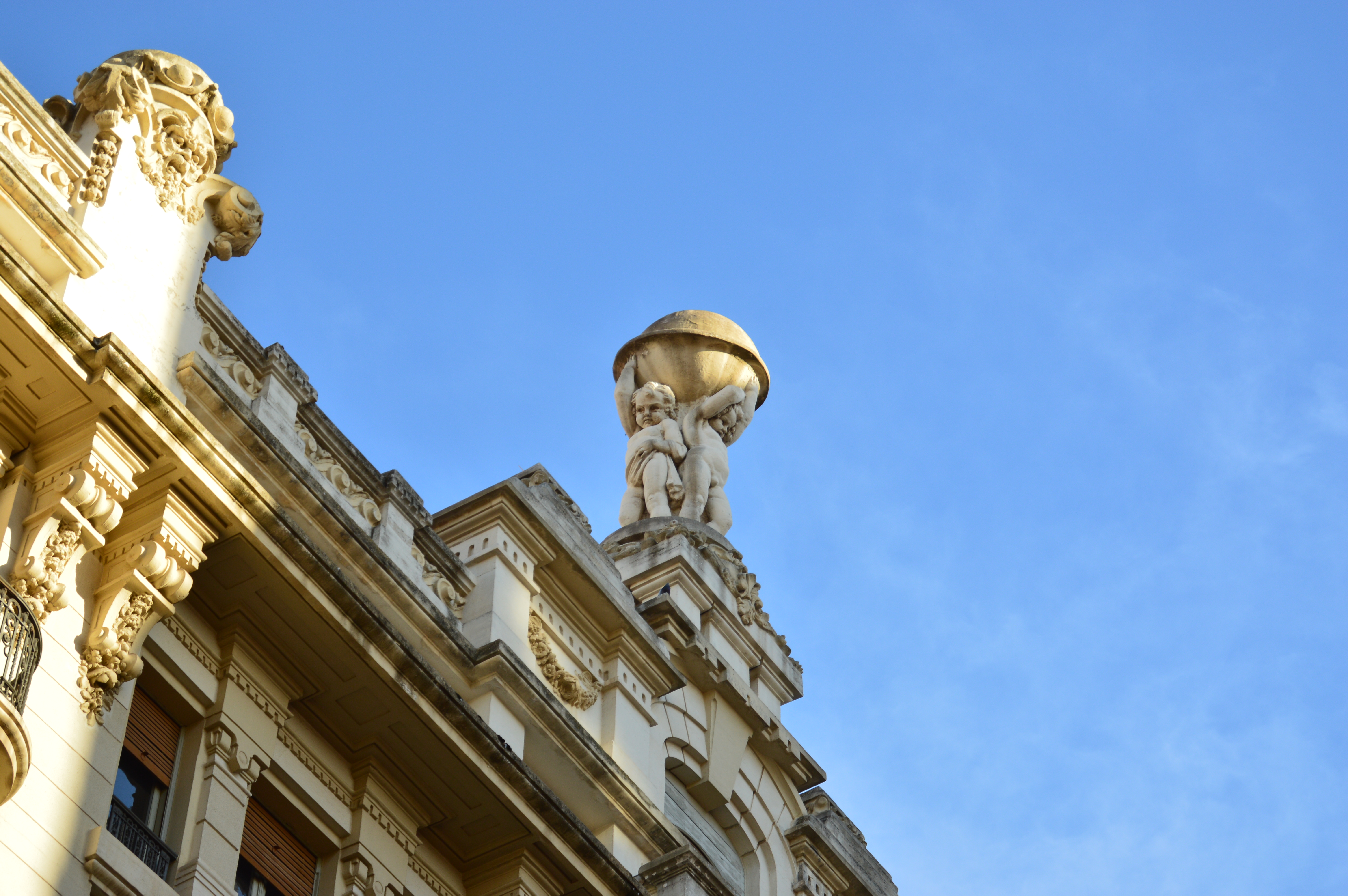
Escultura Niños de la Bola

El edificio, de estilo modernista, posee una fachada de alto valor arquitectónico donde sobresale la arquitectura barroca. Destacan las cornisas, pilastras, capiteles y balcones que acentúan el marcado relieve de su fachada. 
En lo alto del edificio se encuentra la escultura de los Niños de la Bola, en la que se puede contemplar como tres niños sostienen la bola del mundo. 
Además, a ambos lados del edificio se encuentran las cabezas de gárgola empleadas para ahuyentar los malos espíritus, y en la esquina una gran cúpula vitrificada azul presidida por un grifo (criatura mitológica) de alas abiertas sobre el que se encuentra un medallón ovalado que incluye las siglas JC, que corresponden a José Cabot Jubany, alcalde de Albacete a principios del siglo XX.